# L.A. Witch
L.A. Witch (с англ. — «Ведьма из Лос-Анджелеса») — американское гараж-рок-трио, образованное в Лос-Анджелесе, Калифорния, в 2011 году. Группа была основана уроженцами Лос-Анджелеса Саде Санчес (вокал, гитара) и Иритой Пай (бас-гитара). Звучание группы можно описать как «смесь тоскливого психоделического фолка, летаргического лоу-фай блюза и пьяного гаражного рока, пропитанного угрюмым, наркотическим серф-ревербератором». На группу оказали влияние такие группы, как Black Sabbath, The Brian Jonestown Massacre и основополагающие панк-рок-группы из Лос-Анджелеса X и the Gun Club.

## Дискография
Альбомы
- DOGGOD (2025)
- Play With Fire (2020)
- L.A. Witch (2017)

Синглы
- One Way or the Highway (2021)
- Gen-Z (2020)
- Octubre (2018)
- Drive Your Car (2017)
- Untitled (2017)
- Brian (2016)
- Kill My Baby Tonight (2015)
- Drive Your Car (2015)
- L.A. Witch (2013)
- Your Ways (2012)